# Multicloud
Ne doit pas être confondu avec Hybrid cloud storage.
Le multicloud (également orthographié multi-cloud ou multi cloud) fait référence à une entreprise utilisant plusieurs services de cloud computing de divers fournisseurs publics au sein d'une architecture unique et hétérogène. Cette approche améliore les capacités de l'infrastructure cloud et optimise les coûts.
Le terme fait également référence à la distribution d'actifs, de logiciels, d'applications, etc. dans le cloud sur plusieurs environnements d'hébergement cloud.
Avec une architecture multicloud typique utilisant deux ou plusieurs clouds publics ainsi que plusieurs clouds privés, un environnement multicloud vise à éliminer la dépendance à l'égard d'un seul fournisseur de cloud.
Par exemple, une entreprise peut utiliser des fournisseurs de cloud distincts pour les services d'infrastructure (IaaS), de plate-forme (PaaS), de logiciel (SaaS) et de conteneur (FaaS).